# Baie de Pamlico
La baie de Pamlico (pam-lik-o) en Caroline du Nord est le plus grand lagon de la Côte Est des États-Unis, avec 129 km de longueur par 24 à 48 km de largeur. Cette étendue d'eau est séparée de l'océan Atlantique par les Outer Banks, un chapelet d'îles basses et sablonneuses, dont l'extrémité orientale est le cap Hatteras. Deux fleuves, prenant leur source dans les Appalaches, s'y déversent, la Neuse et la Pamlico (cette dernière étant tributaire de la Tar). La baie de pamlico communique au nord avec la baie d'Albemarle par le détroit de Roanoke et le détroit de Croatan. Le détroit de Core (en) en forme l'extrémité méridionale.
L'aventurier florentin Giovanni da Verrazzano, qui explora ces abords pour le compte de François Ier en 1524, crut pouvoir identifier cette baie immense avec l'océan Pacifique. Les courants à travers les détroits faisant communiquer la baie et l'océan Atlantique sont parfois très violents, et constituent un facteur d'envasement considérable, avec des hauts-fonds qui ont été fatals à plus d'un navire au cours des siècles. En raison de la faible profondeur de cette baie, les courants et marées y sont très liés au vent et à la pression atmosphérique. Cette tendance est encore amplifiée par les mascarets des rivières qui s'y déversent : des vents forts, pour peu qu'ils soient orientés dans l'axe d'écoulement de ces cours d'eau (c'est-à-dire vers l'ouest), peuvent faire monter leur niveau de 60 cm en l'espace de trois heures.

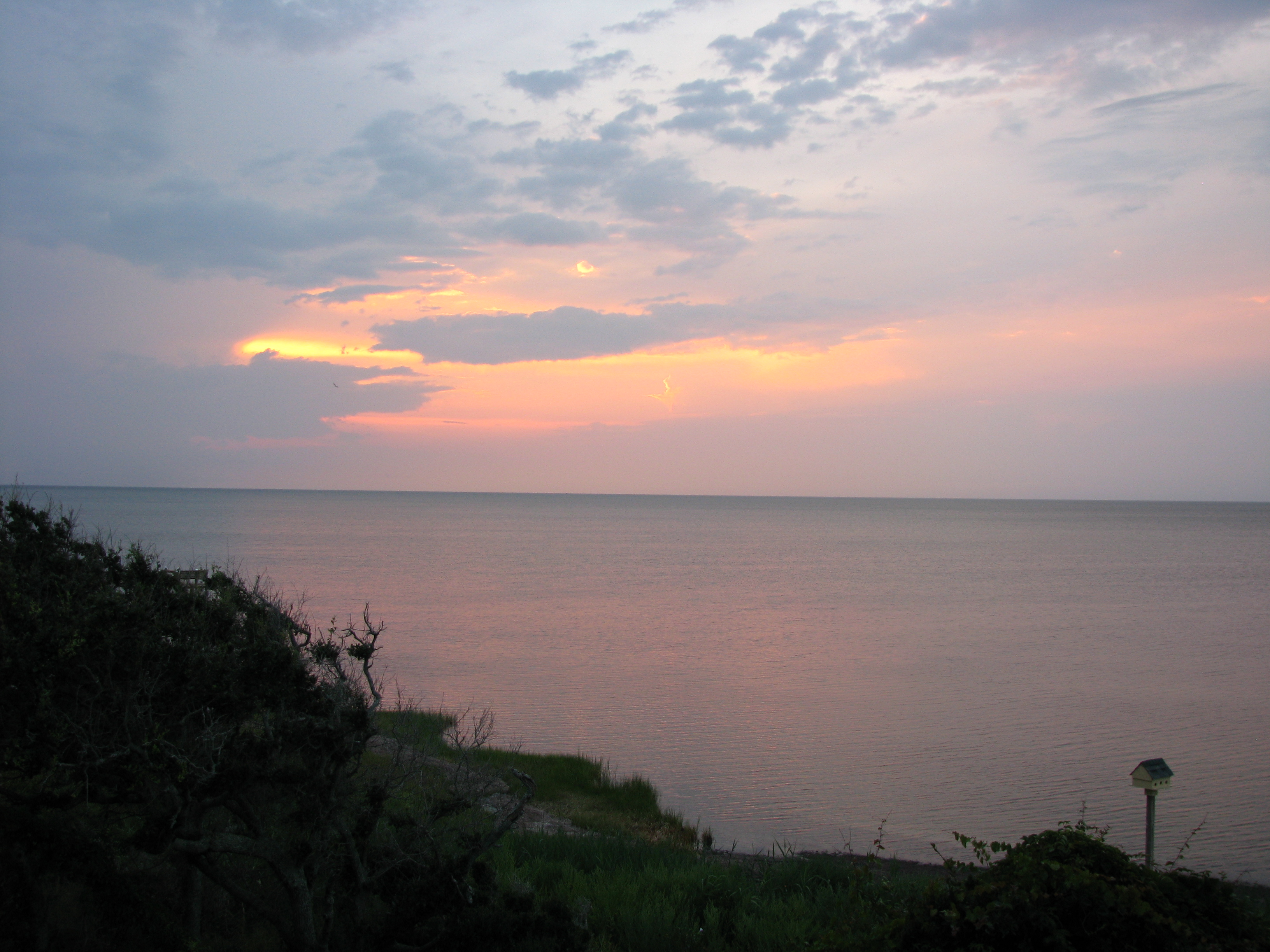
Coucher du soleil sur la baie de Pamlico.

La baie de Pamlico n'est qu'une partie d'un ensemble d'estuaires interconnectés qui forme, après la baie de Chesapeake, la seconde plus grande lagune des États-Unis. Sept estuaires principaux peuvent être distingués : 
- la baie d'Albemarle,
- la baie de Currituck,
- la baie de Croatan,
- la baie de Pamlico,
- la baie de Bogue,
- la baie de Core,
- la baie de Roanoke.

Deux littoraux sont propriété de l'État : le Cape Hatteras National Seashore et le Cape Lookout National Seashore, sur les îles des Outer Banks. Ils abritent de nombreux sites de nidification de palmipèdes, parmi lesquels le refuge faunique national de Pea Island et le refuge faunique national de Swanquarter sur le continent.

## Sources
- (en) Cet article est partiellement ou en totalité issu de l’article de Wikipédia en anglais intitulé « Pamlico Sound » (voir la liste des auteurs).